# Klášter paulánů (Nigeon)
Klášter paulánů v Nigeonu (fr. Couvent des Minimes de Nigeon, též nazývaný Couvent des Bons Hommes de Chaillot) je zaniklý klášter řádu Nejmenších bratří sv. Františka z Pauly. Nacházel se původně ve vsi Nigeon, která byla v roce 1860 připojena k Paříži. Během Velké francouzské revoluce byl klášter zrušen. Poslední klášterní budovy byly zbořeny na počátku 20. století.

## Umístění
Budovy kláštera se nacházely mezi ulicemi Rue Beethoven, Rue Chardin a Boulevard Delessert a klášter sám byl obklopen rozsáhlým panstvím.

## Historie
V roce 1493 darovala královna Anna Bretaňská paulánům pozemky a palác na úpatí kopce Chaillot. Se založením kláštera souhlasil i pařížský biskup Louis de Beaumont de la Forêt. Ludvík XI. povolal do Francie zakladatele řádu Františka z Pauly. S Františkem dorazil i jeho synovec André d'Alesso, který se stal prvním správcem řádu ve Francii. V roce 1496 Anna Bretaňská darovala paulánům druhý palác, který sousedil s prvním. K tomuto paláci náležela kaple Notre-Dame-de-Toutes-Grâces. Když byl 17. století zřízen další paulánský klášter přímo v Paříži, počet mnichů ve zdejším klášteru začal klesat z padesátky v roce 1630 na 45 v roce 1728, na 30 v roce 1780 až na 14 v roce 1790. V tomto roce byl klášter zrušen. Pozemky byly rozparcelovány a prodány v aukci. V roce 1796 byl zbořen klášterní kostel. Klášterní budovy a přilehlé zahrady koupil 31. srpna 1796 za 39.000 livrů obchodník z Gentu Liévin Bauwens, který zde zřídil koželužnu a poté manufakturu na zpracování anglické ovčí vlny.
Na počátku 19. století byla v prostoru bývalého kostela vybudována nová ulice mezi Rue de la Montagne a městskými hradbami. Klášterní pozemky mezi Rue Beethoven, Rue des Eaux a Passage des Eaux koupil Benjamin Delessert a v roce 1801 zde otevřel přádelnu vlny, později přeměněnou na cukrovar. Další rafinerie cukru byla otevřena v roce 1834 v klášterním ambitu (v prostoru dnešní Rue Chardin). Tento cukrovar byl v provozu až do roku 1864. Otevřením Boulevardu Chardin a Rue Chardin v roce 1876 zmizely poslední pozůstatky klášterních staveb.
Bývalé klášterní pozemky mezi Rue Beethoven a Rue des Eaux rozparcelovali roku 1894 dědicové a vznikla tak Rue de l'Alboni a Square Alboni.
Poslední stavbou náležející ke klášteru byl statek na Rue Beethoven. Jeho budovy pocházející ze 17. století byly zbořeny v roce 1905.

## Popis kláštera
Klášter měl jednolodní kostel postavený v letech 1496–1578 o rozměrech 55 × 12 m, orientovaný východ-západ (v jeho prostoru se nacházejí domy č. 3–11 na Boulevardu Delessert). Ambit přiléhal k jižní straně kostela v prostoru Rue Chardin. Součástí kláštera byla též lékárna a ovocná zahrada na terasách mezi klášterními budovami a Seinou.
Panství kláštera mělo v roce 1696 rozlohu 7,7 hektarů, zahrnovalo množství vinic a rozkládalo se od Rue Vineuse až k Seině. Na severovýchodě hraničilo s panstvím kláštera vizitantek (hranice odpovídá dnešním Jardins du Trocadéro, Rue Le Nôtre a Square de Yorktown), na jihovýchodě hraničilo s panstvím vévody de Lauzun (Rue des Eaux a Passage des Eaux). Protínala ji Rue de la Montagne (Rue Beethoven) podél kostela, která tvořila spojnici mezi vesnicí Passy a městem Paříží.
Nové městské hradby vybudované v letech 1786–1789 zasahovaly do pozemků kláštera. Vznikla zde Rue Franklin mezi dnešním Place Costarica k bráně Sainte-Marie, která se nacházela poblíž dnešního Square Yorktown. Mnichům byl tento zábor půdy kompenzován náhradou ve výši 7200 livrů.
Nové hradby tak vymezily klášter mimo město Paříž a klášter se stal součástí území obce Passy vytvořené 14. prosince 1789.

## Pohřbení v klášteře
- Jean d'Alesso (1513–1572), královský rádce a správce účetní komory
- Jean Dehem (1528–1562), kazatel proti protestantismu
- Jean II. d'Estrées (1624–1707), maršál Francie
- Josias Rantzau (1609–1650), maršál Francie